# Westfriesische Inseln

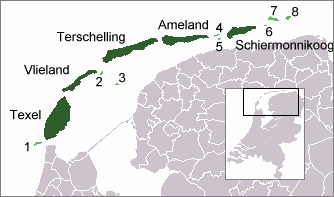
Die Westfriesischen Inseln. Dazu zählen die Sandbänke und unbewohnten Inseln:
1. Noorderhaaks
2. Richel
3. Griend
4. Rif
5. Engelsmanplaat
6. Simonszand
7. Rottumerplaat
8. Rottumeroog

Die Westfriesischen Inseln sind eine Inselkette in der Nordsee vor der niederländischen Küste. Zu den im Wattenmeer gelegenen Barriereinseln zählen (von West nach Ost) Texel, Vlieland, Terschelling, Ameland, Schiermonnikoog und Rottumeroog. Im Niederländischen werden die Inseln als Nederlandse Waddeneilanden („Wattinseln“) bezeichnet. Texel liegt im Gegensatz zu den anderen Inseln nicht in der Provinz Friesland, sondern in der Provinz Noord-Holland.

## Überblick
Die Inseln von West nach Ost (bewohnte Inseln sind in der Tabelle grün hinterlegt):
| Satellitenaufnahme der Westfriesischen Inseln |                       |                                  |               |                    |                     |           |                       |
| | Insel oder Hochsand   | Gemeinde                         | Provinz       | Land- fläche (km²) | Bev. (1. Jun. 2007) | Bev./ km² | Koordinaten           |
| 1 | Noorderhaaks1)        | Texel                            | Noord-Holland | 4,50               | -                   | -         | 52° 58′ N, 004° 40′ O |
| 2 | Texel                 | Texel                            | Noord-Holland | 161,96             | 13.628              | 84,1      | 53° 05′ N, 004° 48′ O |
| 3 | Vlieland              | Vlieland                         | Friesland     | 40,26              | 1.142               | 28,4      | 53° 15′ N, 004° 57′ O |
| 4 | Richel1)              | Vlieland                         | Friesland     | 1,50               | -                   | -         | 53° 18′ N, 005° 08′ O |
| 5 | Terschelling          | Terschelling                     | Friesland     | 88,10              | 4.700               | 53,3      | 53° 24′ N, 005° 19′ O |
| 6 | Griend                | Terschelling                     | Friesland     | 0,82               | -2)                 | -         | 53° 15′ N, 005° 15′ O |
| 7 | Ameland               | Ameland                          | Friesland     | 57,57              | 3.456               | 60,0      | 53° 27′ N, 005° 45′ O |
| 8 | Rif                   | Noardeast-Fryslân (Ortsteil Nes) | Friesland     | .                  | -                   | -         | 53° 28′ N, 006° 08′ O |
| 9 | Engelsmanplaat        | Noardeast-Fryslân (Ortsteil Nes) | Friesland     | 6,00?              | -                   | -         | 53° 28′ N, 006° 02′ O |
| 10 | Schiermonnikoog       | Schiermonnikoog                  | Friesland     | 39,94              | 937                 | 23,5      | 53° 29′ N, 006° 12′ O |
| 11 | Simonszand1)          | Het Hogeland3)                   | Groningen     | 0,50               | -                   | -         | 53° 31′ N, 006° 24′ O |
| Rottum-Inseln |                       |                                  |               |                    |                     |           |                       |
| 12 | Rottumerplaat         | Het Hogeland3)                   | Groningen     | 7,82               | -                   | -         | 53° 32′ N, 006° 29′ O |
| 13 | Rottumeroog           | Het Hogeland3) 4)                | Groningen     | 2,50               | -                   | -         | 53° 32′ N, 006° 35′ O |
| 14 | Zuiderduintjes1)      | Het Hogeland3)                   | Groningen     | 0,2?               | -                   | -         | 53° 31′ N, 006° 35′ O |
| | Westfriesische Inseln |                                  |               | Fläche             | 23.863              | Dichte    |                       |
| 1) Hochsand 2) früher bewohnt (Dorf) 3) frühere Gemeinde Warffum, die am 1. Januar 1990 nach Eemsmond eingemeindet wurde und seit dem 1. Januar 2019 zu Het Hogeland gehört 4) früher von der Familie des sogenannten Eilandvoogd (Inselwächters) bewohnt. Die letzten Einwohner/Inselwächter war die Familie Toxopeus. |                       |                                  |               |                    |                     |           |                       |

## Geografie und Küstenschutz
Wie die Ostfriesischen Inseln sind auch die Westfriesischen Inseln aus Sandbänken entstanden und unterliegen aufgrund der Wasser- und Windverhältnisse ständigen Wanderungsbewegungen in west- oder östlicher Richtung. Die Inseln sind auf der Seeseite durch breite Strände und Dünen vor dem Meer geschützt, auf der Wattseite durch Deiche. Bevorzugtes Mittel des Küstenschutzes sind Sandvorspülungen, die vor allem küstennah unter der Wasserlinie eingebracht werden. So verbrachten die niederländischen Küstenschützer zwischen 1991 und 2000  23,3 Millionen Kubikmeter Sand auf 95,5 der 155 Kilometer Küstenlinie, die von Menschen bewohntes Gebiet schützen. „Harte“ (Beton, Holz, Stein etc.) Befestigungen finden sich hingegen nur auf sechs besonders gefährdeten Kilometern der gesamten Küstenlinie.
Auffallend ist, dass die Inseln durchschnittlich deutlich größer sind als die auf deutscher Seite. Die kleinste der bewohnten westfriesischen Inseln, Schiermonnikoog, ist zum Beispiel größer als die größte ostfriesische Insel Borkum. Der höchste Punkt der Inselkette markiert die Vuurboetsduin-Düne.

### Entstehung
Nach dem Ende der Weichsel-Eiszeit führten das Wasser der schmelzenden Eismassen im Norden und die Flüsse aus dem Süden enorme Sandmengen mit sich, die sich in der Nordsee ablagerten. So bildete sich im Postglazial ein 10–20 Meter mächtiger Sedimentationskörper aus Sand und Schlick in verschiedenen Mischungsverhältnissen, der den älteren Glazialsedimenten auflagert. Ausgedehnte Sand- und Schlickbereiche wechseln einander ab.
Wellen und Strömung brachten die Sandmassen in Küstennähe, an der sie als Sandbänke oberhalb der Wasseroberfläche zu liegen kamen. Mit Hilfe von Sonne und Wind siedelten sich mit der Zeit Pflanzen an, die zur Vergrößerung der Sandbänke beitrugen, so dass sie schließlich zu einer fast durchgängigen Nehrung vor der niederländischen und deutschen Küste zusammenwuchsen. Anfangs durch Pflanzen festgehaltene kleine Häufchen wuchsen zu hohen Dünen an. Teilweise war diese Nehrung zur Nordsee hin geöffnet und konnte durch verschiedene Ströme entwässert werden. Der Meeresspiegel änderte sich im Laufe der Jahrhunderte und sorgte immer wieder für Durchbrüche. Zeitweise lag das Land hinter den Sanddünen trocken, teilweise wurde es geflutet. Über Jahrhunderte entstanden große Moraste, und ein üppiger Pflanzenwuchs sorgte für die Bildung einer dicken Torfschicht, dem so genannten Mittleren Torf, der hier  Hollandtorf genannt wird. Das Moorgebiet blieb über lange Zeit erhalten, da der Meeresspiegel kaum stieg und die Küste sich seewärts bewegte.
Kurz vor unserer Zeitrechnung begann der Meeresspiegel zu steigen und die Nordsee führte einen vernichtenden Angriff auf den Strandwall aus. Der weiche Hollandtorf bot der See keinen Widerstand, so dass enorme Löcher hineingerissen werden konnten und das dahinter gelegene Gebiet überschwemmt wurde. Es entstand das heutige Wattenmeer. Aus dem zerschlagenen Strandwall bildeten sich die Watteninseln heraus, die den permanenten Angriffen des Meeres standhalten konnten.

## Tourismus
Die Westfriesischen Inseln sind für den Tourismus in den Niederlanden von Bedeutung. Zur Insel Schiermonnikoog werden vom Festland aus geführte Wattwanderungen angeboten.

## Merkspruch zur Inselreihenfolge
Zum Einprägen der Reihenfolge der Inseln haben sich im Laufe der Zeit Eselsbrücken eingebürgert. Jeder Buchstabe des Wortes steht für eine der Inseln. Der bekannteste Merkspruch lautet „TV-TAS“ (Reihenfolge der Inseln von West nach Ost). Im Deutschen bedeutet das so viel wie Fernsehtasche.